# Famille de Soubiran
Pour les articles homonymes, voir Soubiran.
La famille de Soubiran est une famille noble du Languedoc, issue principalement du Tarn. Elle est illustrée par Marie-Thérèse de Soubiran.

## Histoire
Selon Joseph Noulens, vers 1100, les frères Arnaud, Guillaume et Raymond de Soubiran figurent dans un hommage à Bernard-Aton IV Trencavel. Ils sont alors seigneurs de l'Arifadès, ou seigneurie de Laroque-Arifat et possèdent donc vraisemblablement le château de La Roque.
Un des premiers membres connu de la famille est Amblard Ier de Soubiran, sénéchal de Carcassonne en 1208. 
Au XVIe siècle, plusieurs membres de la famille de Soubiran sont hospitaliers de Saint-Jean de Jérusalem.
Durant la première moitié du XVIe siècle, Jean de Soubiran est grand prieur de l'Ordre de Saint-Jean de Jérusalem à Toulouse. On trouve aussi deux membres de la branche d'Arifat, Jean et Philippe, en tant que commandeurs de la commanderie de Rayssac. De même, Pierre de Soubiran est cité dans une bulle du pape Paul III en tant qu'ouvrier du chapitre de la Cathédrale Saint-Benoît de Castres. Au XVIIe siècle, deux frères, Henri de Soubiran et Jean de Soubiran, figurent au rang de héros de guerre français durant la guerre de Hollande : Jean de Soubiran intègre très jeune un régiment de mousquetaires. Après avoir été rejoint par son frère cadet, Henri de Soubiran en 1674, il participe à la guerre de Hollande. Il est successivement nommé sous-brigadier, brigadier puis maréchal des logis. À la suite de cela, il prend part à la guerre de la Ligue d'Augsbourg, où il se présente entre autres au siège de Mons (1691) puis à la bataille de Namur, où il s'illustre. En 1703, il devient cornette mais meurt quelque temps après d'apoplexie.
Selon Jolibois, la famille s'éteint en 1763. Néanmoins, on retrouve encore des membres dans les archives. Le témoignage de Jolibois est d'autant plus discutable qu'il déclare que la famille de Cabrol est titrée de seigneur d'Arifat car coseigneur de l'Arifadès avec les Soubiran, alors que ce titre provient de leur propriété sur le château d'Arifat près de Saint-Pons.
À la Révolution la famille de Soubiran, très chrétienne, est ruinée.
Lors de l'avènement du Premier Empire, Yves de Soubiran (1732-1825) rentre en France avec son fils Joseph, mais il ne peut récupérer que peu de ses terres, perdant entre autres le château de la Louvière. Jean Nagle dans son ouvrage Luxe et Charité (1994), indique que « Le comte de Soubiran, dit l'abbé Théloz, trouva son château de La Louvière possédé par le notaire de sa famille. « Ce malheureux s’était rendu acquéreur à vil prix des biens que son devoir lui commandait de défendre. La main de Dieu frappa cet homme dans la suite, car il refusa le prêtre à son lit de mort, et sa fille resta en proie à d’horribles crises d’épilepsie. » ». À la Restauration, « Villèle et la Chambre élue en 1824 décidèrent de satisfaire les émigrés partiellement ou totalement dépossédés en les indemnisant. L’opposition ultra de droite vit dans cette indemnisation « un acte effréné de despotisme ». Le comte de Soubiran refusa l'indemnité en disant : « On m’a pris mes biens, qu'on me les rende ; accepter un acompte sur ma fortune volée serait reconnaître le fait accompli. » ».
Joseph de Soubiran (1780-1853) épouse Noémie de Gélis. De ca mariage, naît  Marie-Thérèse de Soubiran le 16 mai 1834. Elle fonde la congrégation de Sainte Marie du Béguinage qui, en 1863, deviendra congrégation de Marie Auxiliatrice, vouée à l'éducation des enfants pauvres et au soin des malades. Elle offre l'hôtel des Soubirans à sa congrégation.

## Personnalité
- Marie-Thérèse de Soubiran

## Armes
- D'argent à la bande de gueules.[8]

- Alias, pour la branche d'Arifat et de Lissac : D'argent à la bande de gueules, chargée de trois croissants d'argent.[8],[9]

## Postérité
- La chapelle de Soubiran à Castelnaudary rappelle le souvenir de cette famille[10].
- Le musée national des beaux-arts de Malte (MUŻA) à La Valette est établi dans la résidence du frère Jean de Soubiran, achevée en 1571 et plus tard acquise par l'ordre des 
Hospitaliers[11].

## Pour approfondir